# 金兆龙
金兆龍（1889年—1933年），字品臣，湖北黃岡周鋪（今武漢市新洲區）人，為武昌起義的首先發難者之一。

## 生平
1906年入湖北新軍第八鎮擔任士兵，1908年升為正目（班長）。後參加共進會、文學社，成為革命黨人。
1911年10月9日，孫武在漢口俄租界製作炸彈失敗，造成爆炸，俄籍巡捕立刻搜查，清朝官方於是得知革命行動，新軍革命黨人彭楚藩、劉堯澂、楊宏勝被捕。1911年10月10日早晨，湖廣總督瑞澂將捕獲的彭劉楊三人斩殺於幕府东辕门，部隊開始搜捕潛伏軍中的革命黨人，黨人人心惶惶。
當晚，金兆龍與士兵程定國抱著步槍、且取出一盒子彈，仰卧睡覺，卻遇到查夜的哨長（排長）陶启胜，陶启胜大罵：「爾謀反耶？」金兆龙對曰：「反！反！即反矣！」陶憤怒，於是掌摑金兆龍，金兆龍還手，與陶启胜扭打在地，陶佔上風，金兆龍大喊：“再不動手，更待何時？”程定國於是來攻擊陶，但無機會開槍，以槍托將陶启胜擊傷，待陶倒地，又從背後開槍击中了陶 ，前队队官黄坤荣、司务长张文涛、八营代理管带阮荣发先后赶来弹压，相继被程定國击毙。军营大乱。这时第八营正目（班长）共进会总代表熊秉坤立即鸣笛集合，正式宣布武昌起義，向楚望台进发。工程八营派金兆龙等出城迎接炮兵队，抵达中和门时發现城门紧闭，金兆龙情急扭断铁锁，才顺利出城与炮兵队会合。
武昌起義後，金兆龍後擔任革命敢死隊正目，接連升至隊長，金為人勇猛力大，屢建功勳，但與同僚失和，於是離開部隊。
北洋政府成立後，授為“湖北省稅務緝私隊長”，後擔任「武漢總稽查處偵探員」，國民革命軍北伐後，被免職。而後又擔任「湖北清鄉總局」黃岡縣團佐。1933年病卒。